# Norracana stigmatica
Norracana stigmatica är en fjärilsart som beskrevs av Sergius G. Kiriakoff 1962. Norracana stigmatica ingår i släktet Norracana och familjen tandspinnare. Inga underarter finns listade i Catalogue of Life.